# Известковое (Красногвардейский район)
Известко́вое (до 1945 года — Сама́в; укр. Ізвесткове, крымскотат. Samav, Самав) — село в Красногвардейском районе Республики Крым, входит в состав Петровского сельского поселения (согласно административно-территориальному делению Украины — Петровского сельского совета Автономной Республики Крым).

## Население
| 2001 | 2014 |
| ---- | ---- |
| 314  | ↘274 |

Всеукраинская перепись 2001 года показала следующее распределение по носителям языка
| Язык             | Процент |
| ---------------- | ------- |
| русский          | 50,0    |
| крымскотатарский | 26,43   |
| украинский       | 20,7    |
| другие           | 0,96    |

### Динамика численности
| - 1805 год — 115 чел. - 1864 год — 11 чел. - 1889 год — 53 чел. - 1892 год — 74 чел. - 1900 год — 90 чел. - 1904 год — 102 чел. - 1911 год — 92 чел. - 1915 год — 94 чел. - 1919 год — 100 чел. | - 1926 год — 191 чел. - 1931 год — 204 чел. - 1936 год — 136 чел. - 1939 год — 253 чел. - 1989 год — 92 чел. - 2001 год — 314 чел. - 2009 год — 319 чел. - 2014 год — 274 чел. |

## Современное состояние
На 2017 год в Известковом числится 2 улицы — Гагарина и Киевская; на 2009 год, по данным сельсовета, село занимало площадь 86,4 гектара на которой проживало 319 человек. В селе действуют сельский клуб, библиотека, фельдшерско-акушерский пункт. Село связано автобусным сообщением с райцентром и соседними населёнными пунктами.

## География

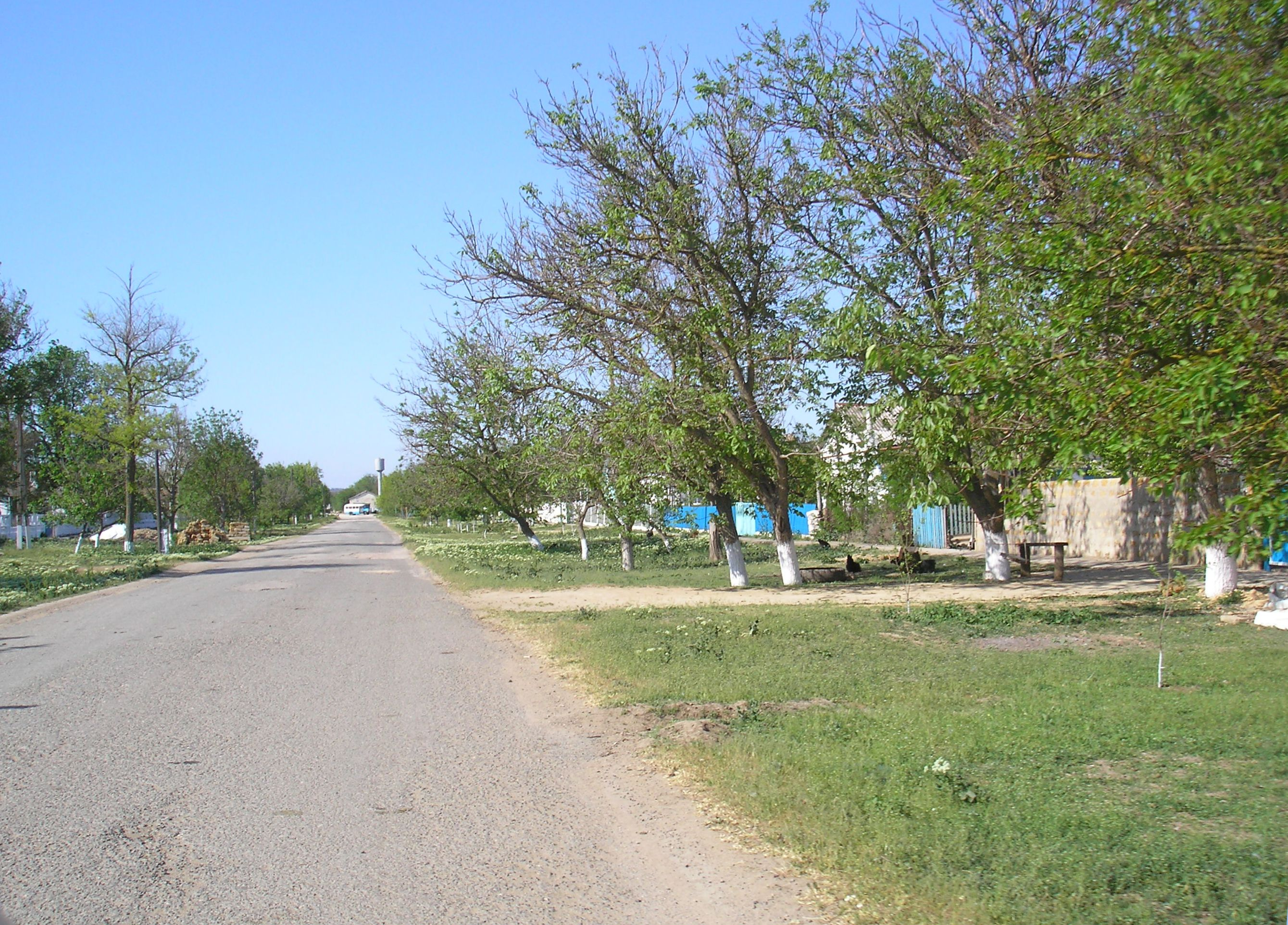
Улица в селе

Известковое — село на западе района, в степном Крыму, у границы с Первомайским районом, высота центра села над уровнем моря — 44 м. Соседние сёла — Кремневка в 5,5 км на восток и Свердловское Первомайского района в 4,5 км на запад, расстояние до райцентра — около 25 километров (по шоссе), там же ближайшая железнодорожная станция — Урожайная. Транспортное сообщение осуществляется по региональной автодороге 35Н-401 Войково — Красногвардейское (по украинской классификации — С-0-11016).

## История
Первое документальное упоминание села встречается в Камеральном Описании Крыма… 1784 года, судя по которому, в последний период Крымского ханства Самав и Кучук Самав (возможно, приходы-маале одного села) входили в Караул кадылык Перекопского каймаканства. После присоединения Крыма к России (8) 19 апреля 1783 года, (8) 19 февраля 1784 года, именным указом Екатерины II сенату, на территории бывшего Крымского Ханства была образована Таврическая область и деревня была приписана к Перекопскому уезду. После Павловских реформ, с 1796 по 1802 год, входила в Акмечетский уезд Новороссийской губернии. По новому административному делению, после создания 8 (20) октября 1802 года Таврической губернии, Самав был включён в состав Кучук-Кабачской волости Перекопского уезда.
По Ведомости о всех селениях в Перекопском уезде состоящих с показанием в которой волости сколько числом дворов и душ… от 21 октября 1805 года, в деревне Самав числилось 20 дворов, 107 крымских татар и 8 ясыров. На военно-топографической карте генерал-майора Мухина 1817 года деревня Самах обозначена с 17 дворами. После реформы волостного деления 1829 года Самав, согласно «Ведомости о казённых волостях Таврической губернии 1829 года» отнесли к Агъярской волости.На карте 1836 года в деревне 18 дворов. Видимо, вследствие эмиграции крымских татар в Турцию, деревня заметно опустела и на карте 1842 года Самав обозначен условным знаком «малая деревня», то есть, менее 5 дворов.
В 1860-х годах, после земской реформы Александра II, деревню включили в состав Айбарской волости. Согласно «Списку населённых мест Таврической губернии по сведениям 1864 года», составленному по результатам VIII ревизии 1864 года, Самав — владельческая деревня, с 2 дворами, 11 жителями и фруктовым садом при колодцах. По обследованиям профессора А. Н. Козловского начала 1860-х годов, колодцы деревни, глубиной 20—22 сажени (42—45 м) вырублены в камне, вода в них пресная. На трёхверстовой карте Шуберта 1865—1876 года в деревне обозначено 7 дворов. В 1870 году немцами лютеранами, выходцами из беловежских колоний, была основана немецкая деревня Самав.
В «Памятной книге Таврической губернии 1889 года», по результатам Х ревизии 1887 года, записан Самав, уже Григорьевской волости, с 7 дворами и 53 жителями.
После земской реформы 1890 года деревню отнесли к Александровской волости. Согласно «…Памятной книжке Таврической губернии на 1892 год», в деревне Самав, входившем в Самавское сельское общество, было 74 жителя в 8 домохозяйствах В «…Памятной книжке… на 1900 год» в деревне 90 жителей в 12 дворах. К 1904 году в деревне числилось 102 жителя. По Статистическому справочнику Таврической губернии. Ч.II-я. Статистический очерк, выпуск пятый Перекопский уезд, 1915 год, в деревне Самав Александровской волости Перекопского уезда числилось 17 дворов (14 дворов с землёй, 3 — безземельные) с немецким населением в количестве 94 человек приписных жителей, из которых 45 мужчин и 49 женщин. Жители владели 1540 десятинами удобной земли. В хозяйствах имелось 129 лошадей, 101 вол, 72 коровы и 93 головы мелкого скота.
После установления в Крыму Советской власти и учреждения 18 октября 1921 года Крымской АССР, в составе Джанкойского уезда был образован Курманский район, в состав которого включили село. В 1922 году уезды получили название округов. 11 октября 1923 года, согласно постановлению ВЦИК, в административное деление Крымской АССР были внесены изменения, в результате которых был ликвидирован Курманский район и село включили в состав Джанкойского. Согласно Списку населённых пунктов Крымской АССР по Всесоюзной переписи 17 декабря 1926 года, в селе Самав, Акчоринского (русского) сельсовета Джанкойского района, числилось 32 двора, из них 31 крестьянский, население составляло 191 человек, из них 161 немец, 18 украинцев, 9 евреев, 3 русских, действовала немецкая школа. Постановлением ВЦИК «О реорганизации сети районов Крымской АССР» от 30 октября 1930 года, был вновь создан Биюк-Онларский район, на этот раз — как национальный (лишённый статуса национального постановлением Оргбюро ЦК КПСС от 20 февраля 1939 года) немецкий в который включили село. Постановлением Президиума КрымЦИКа «Об образовании новой административной территориальной сети Крымской АССР» от 26 января 1935 года был создан немецкий национальный Тельманский район (с 14 декабря 1944 года — Красногвардейский) и село, с населением 136 человек (вероятно, учтены только немцы), включили в его состав. По данным всесоюзной переписи населения 1939 года в селе проживало 253 человека. Вскоре после начала Великой Отечественной войны, 18 августа 1941 года крымские немцы были выселены, сначала в Ставропольский край, а затем в Сибирь и северный Казахстан.
После освобождения Крыма от фашистов, 12 августа 1944 года было принято постановление № ГОКО-6372с «О переселении колхозников в районы Крыма» по которому в район из областей Украины и России переселялись семьи колхозников, а в начале 1950-х годов последовала вторая волна переселенцев из различных областей Украины. Указом Президиума Верховного Совета РСФСР от 21 августа 1945 года Самав был переименован в Известковое и Самавский сельсовет — в Известковский. С 25 июня 1946 года Известковое в составе Крымской области РСФСР, а 26 апреля 1954 года Крымская область была передана из состава РСФСР в состав УССР. Время упразднения сельсовета и включения в Петровский совет пока не установлено: на 15 июня 1960 года село уже числилось в его составе. По данным переписи 1989 года в селе проживало 249 человек. С 12 февраля 1991 года село в восстановленной Крымской АССР, 26 февраля 1992 года переименованной в Автономную Республику Крым. С 21 марта 2014 года в составе Крыма аннексировано Россией.